# Berlin Review
Berlin Review ist eine mehrsprachige Online- und Printzeitschrift für Bücher und Ideen.

## Geschichte
Der Titel erscheint seit Februar 2024. Gründungsredakteure waren Caroline Adler, Tobias Haberkorn, Eliana Kirkcaldy und Samir Sellami.

## Inhalte
Die Zeitschrift publiziert acht Online-Ausgaben sowie zwei gedruckte Reader pro Jahr und vereint Besprechungen von literarischen, wissenschaftlichen und Sachbüchern mit Essays und Kommentaren zu kulturellen und politischen Themen.
Beitragende der ersten Online-Ausgabe vom 2. Februar 2024 waren die Schriftsteller Yevgenia Belorusets, Alan Pauls, Adania Shibli und Monika Rinck, die Kritiker Anja Kümmel, Birthe Mühlhoff, Hanna Engelmeier, Katharina Borchardt, Maxi Wallenhorst, Miriam Stoney und Yelizaveta Landenberger sowie die Kulturwissenschaftler Carolin Amlinger, Didier Fassin, Elad Lapidot, Felix Lüttge, Ivan Krastev, Stephen Holmes, Joseph Ben Prestel, Wolfgang Hottner.
Der erste gedruckte Reader mit einer Auflage von 2000 Exemplaren erschien im Juli 2024.

## Rezeption und Positionierung
Patrick Bahners schrieb zur Gründung der Berlin Review in der Frankfurter Allgemeinen Zeitung, es sei „ein Organ geschaffen worden für Autoren, von denen man schon einiges lesen, aber vielleicht noch mehr hören konnte: örtlich mobile globale Intellektuelle, deren gesammelte Anwesenheit in Berlin nicht als Form des Tourismus verstanden werden will, sondern auch als Herausforderung des hiesigen Kulturbetriebs.“ In der Neuen Zürcher Zeitung urteilte Paul Jandl, die erste Ausgabe sei „ein Ort intellektueller Nachhaltigkeit und luxuriöser Platzverhältnisse“. Mark Siemons von der Frankfurter Allgemeinen Sonntagszeitung bemängelte mit Blick auf die in Deutschland „vielfältige Feuilleton-Landschaft“, das „unterscheidende Merkmal der Neugründung, die Lücke, die [Berlin Review] füllen will“ sei „auf Anhieb nicht erkennbar“. Er merkte an, die Länge der Texte erlaube, ähnlich wie in der New York Review of Books, „zwischen den notgedrungen knapp urteilenden Rezensionen in einer Tageszeitung und den ihre Themen großzügig entfaltenden Büchern ein Bindeglied herzustellen“.
Eva Murašov würdigte im Tagesspiegel den Beitrag des Globalhistorikers Joseph Ben Prestel zur Geschichte der palästinensischen Diaspora in der Bundesrepublik Deutschland, der „differenziert auf Marginalisierung, die Palästina-Solidarität der Linken wie auch antisemitische Anschläge der 1970er eingeht und damit Spannungen der Gegenwart“ erkläre. Ein Beitrag Didier Fassins hingegen erhebe, „wenn auch mit vielen erschütternden Zahlen untermauert, vor allem de[n] Vorwurf, das Leid dieser Seite würde vom Westen nicht ausreichend gesehen“. In einem Interview zum Berliner Kulturleben nach dem 7. Oktober 2023 in der New York Times beschrieb die Autorin Deborah Feldman die Gründung der Berlin Review als „so cathartic“ und als „such a milestone“.
In einem Beitrag für die Süddeutsche Zeitung betont Felix Stephan, dass Berlin Review Teil einer neuen Generation von Magazinen sei, die sich "gegen die Verengung öffentlicher Debattenräume" wendeten und Brücken zwischen Wissenschaft, Literatur und Politik bauen wollten. In einem Interview mit der Berliner Zeitung (Juni 2025) kritisierte Tobias Haberkorn etablierte deutsche Kulturmedien für ihre "unsichere Identität" und mangelnde Reflexionsfähigkeit angesichts geopolitischer Umbrüche. Die Berlin Review strebe demgegenüber nach "intellektueller Tiefe" und analytischer Klarheit.